# موسم الاحتراق (2008)
فيلم موسم الاحتراق (بالإنجليزية: The Burning Season) هو فيلم وثائقي عن حرق الغابات المطيرة في إندونيسيا والذي تم عرضه لأول مرة في مهرجان تريبيكا السينمائي في عام 2008. الشخصيات الرئيسية التي ظهرت في الفيلم هي: دورجي صن من أستراليا، أشمادي من صغار مزارعي زيت النخيل من مقاطعة جامبي في إندونيسيا، ولون دروشير نيلسن داعية دنماركي مقيم في كليمنتان الإندونيسية.

## الملخص
كل عام هناك موسم حرق في إندونيسيا. يتم قطع مساحات الغابات المطيرة بحجم الدنمارك وإحراقها من قبل المزارعين والشركات لتطوير مزارع زيت النخيل. بالإضافة إلى تدمير موطن حيوانات الأورانجوتان المهددة بالانقراض، تظهر أدلة علمية جديدة أن إزالة الغابات تشكل 20٪ من انبعاثات الكربون على مستوى العالم، مما يسهم بشكل كبير في تغير المناخ.
دراجي صن رائد أعمال أسترالي يبلغ من العمر 30 عامًا تستعد لإيجاد حل. باستخدام الخبرة المكتسبة خلال طفرة دون.كوم، شكل شركة صغيرة لتجارة الكربون وتوقع ثلاثة حكام إندونيسيين رائدين للمشاركة في مشروعه. تتضمن فكرته بيع أرصدة الكربون التي تمثلها مناطق الغابات الكبيرة في آتشيه وبابوا لانبعاثات الكربون الكبيرة في الغرب. على الرغم من الشكوك المحيطة بتجارة الكربون، فإن بحث دورجي عن «صفقة كبيرة» يأخذه من سيدني إلى نيويورك وواشنطن وسان خوسيه وسان فرانسيسكو ولندن.
وفي الوقت نفسه موسم حرق آخر يجري. أشمادي مزارع إندونيسي صغير أشعل النار في قطعة الغابات المكتسبة حديثًا لتطهيرها بزيت النخيل. لكن عليه أيضًا مواجهة تأثير حرقه على المناخ العالمي. وفي بورنيو ينقذ دروشيلسن الدنماركي المولود في الدنمارك البيئة، ويعتني بأشجار الغاب التي أصيبت أو تيتمت بسبب الحرائق. في الوقت الذي تستعد فيه لإطلاق سراح أنسان الغاب المعاد تأهيله إلى البرية، يبدأ مؤتمر الأمم المتحدة المعني بتغير المناخ في بالي. كل شيء يتوقف على ما إذا كان يمكن لجميع دول العالم الاتفاق على صياغة بروتوكول جديد لتغير المناخ وما إذا كان سيتم إدراج حماية الغابات. بينما تدور أحداث هذه اللحظة التاريخية يتابع دورجي بلا هوادة صفقته. هل هو رائد أم مستفيد؟ ما هي القيمة التي يقدمها مفهومه للغابات المتبقية في العالم وتحديات تغير المناخ؟

## الإنتاج
تم تحديث الفيلم في عام 2009 بنهاية جديدة تضمنت آثار الأزمة المالية العالمية واجتماع مع حاكم كاليفورنيا أرنولد شوارزنيجر. حصل الفيلم على عرض مسرحي في أستراليا وإصدار رقمي في الولايات المتحدة الأمريكية من خلال فيلم بوف. لا يزال قرص الفيديو الرقمي يستخدم على نطاق واسع في قطاع التعليم.
اجتذب الإنتاج الدعم الخيري من خلال مؤسسة الأفلام الوثائقية في أستراليا، بما في ذلك من عائلة ملبورن غير المسماة. شركاء البث هم عدد من القنوات كموزع. تم تقديم الدعم المالي أيضًا من قبل شركة مالية الأفلام الأسترالية ومكتب إن إس دبليو للأفلام والتلفزيون ولجنة الأفلام الأسترالية. تم جمع ميزانية إنتاج إجمالية قدرها 755.529 دولارًا.

### المنتج التنفيذي
على الرغم من أن روجر جريف يُعزى إليه باعتباره المنتج التنفيذي للفيلم على موقع الإنتاج، فإن الاعتمادات اللاحقة على إصدار دي في دي الأسترالي تسرده بشكل أكثر تحديداً باعتباره المنتج التنفيذي لنسخة بي بي سي من الفيلم.

## الجوائز
- جائزة اختيار مهرجان بريسبان السينمائي الدولي لعام 2008.[6]
- جائزة داخل الفيلم لأفضل فيلم وثائقي.
- رشح لجائزة إمي (فيلم وثائقي رائع عن موضوع الأعمال).
- المنتج والمخرج رابطة منتجي الشاشة في أستراليا جائزة المنتج الوثائقي للعام عن عملها في موسم الاحتراق.

## روابط خارجية
- موسم الاحتراق (2008) على موقع IMDb (الإنجليزية)
- موسم الاحتراق (2008) على موقع روتن توميتوز (الإنجليزية)
- موسم الاحتراق (2008) على موقع أول موفي (الإنجليزية)
- موسم الاحتراق (2008) على موقع قاعدة بيانات الفيلم (الإنجليزية)
- موسم الاحتراق (2008) على موقع ليتربوكسد (الإنجليزية)